# Paraizás
Paraizás (llamada oficialmente Santo Antonio de Pareisás) es una parroquia y un lugar del municipio español de Puebla de Trives, en la provincia de Orense, Galicia.

## Toponimia
La parroquia también es conocida por los nombres de San Antonio de Paraisas, San Antonio de Paraizás y San Antonio de Pereisas.

## Organización territorial
La parroquia está formada por una entidad de población:
- Pereisas (Pareisás)

## Demografía
Gráfica demográfica del lugar y parroquia de Paraizás según el INE español:
| Gráfica de evolución demográfica de Paraizás entre 2000 y 2023 |
|                                                                |
| Datos según el nomenclátor publicado por el INE.               |

## Festividades
Las fiestas de Pareisás, se hacen en honor a San Víctor (San Vitor en gallego), el día 27 de agosto de cada año. La noche antes a la fiesta, es tradición hacer una "Queimada" a la que puede acudir cualquier persona que quiera. La parte religiosa consiste en procesión y fiesta solemne acompañada de un grupo de gaitas (gaiteiros), y fuegos artificiales. Al final del día, Fiesta y verbena acompañada de una orquesta, baile, fuegos artificiales y bar improvisado.